# Bãi Tổ Muỗi
Bãi Tổ Muỗi là một bãi ngầm thuộc cụm Bình Nguyên của quần đảo Trường Sa. Thực thể này tách biệt khỏi bãi Cỏ Rong do có một vùng nước rộng 12 hải lý (22,2 km) và sâu 1.200 m ngăn cách bãi Tổ Muỗi với phần tây bắc của bãi Cỏ Rong.
Bãi Tổ Muỗi là đối tượng tranh chấp giữa Việt Nam, Đài Loan, Philippines và Trung Quốc. Hiện chưa rõ nước nào thực sự kiểm soát bãi này.
- Tên gọi: bãi Tổ Muỗi; tiếng Anh: Nares Bank; tiếng Trung: 大渊滩; bính âm: Dàyuān tān; Hán-Việt: Đại Uyên than.
- Đặc điểm: có dạng hình giọt nước. Chiều dài của bãi tính theo trục bắc-nam là 40 hải lý (74,1 km) và chiều rộng tối đa là 10 hải lý (18,5 km). Có rất ít số liệu về độ sâu nhưng số liệu ước chừng là từ 18,3 đến 75 m. Diện tích của bãi Tổ Muỗi lên đến 780 km².[2]